# Bahía Rustad
Bahía Rustad es una bahía de forma aproximadamente semicircular de la isla Annenkov del archipiélago de las islas Georgias del Sur, que marca la costa sudoeste de la isla.
Se encuentra al norte de la punta Sudoeste, que marca su costa austral, y al sudeste de la punta Primera y de la roca Perdida. Asimismo se ubica al sudoeste de la isla San Pedro.
Su nombre recuerda a Ditlef Rustad, biólogo de la expedición noruega bajo el mando de Horntvedt, 1927-28, durante la cual visitó e hizo colecciones en la isla Annenkov.